# Geüs-d’Oloron
Geüs-d’Oloron település Franciaországban, Pyrénées-Atlantiques megyében. Lakosainak száma 262 fő (2022. január 1.). Geüs-d’Oloron Aren, Barcus és Saint-Goin községekkel határos.

## Népesség
A település népességének változása:
| Lakosok száma | 239  | 249  | 257  | 252  | 253  | 255  | 259  | 263  | 262  |
|               | 2013 | 2015 | 2016 | 2017 | 2018 | 2019 | 2020 | 2021 | 2022 |